# 青森県道29号八戸環状線
青森県道29号八戸環状線（あおもりけんどう29ごう はちのへかんじょうせん）は、青森県八戸市を通る県道（主要地方道）である。

## 概要
路線名に「環状」が付されているものの、これは交通網としての放射線に対する環状線を表すものであり、路線形状としては一回りするわけではない。八戸都市計画における都市計画道路としての名称は3・3・8白銀市川環状線であり、県道環状線とも呼ばれる。
終点から路線の経路を記述すると、八戸市白銀町（マルヨ水産付近）を終点とし、白銀二丁目で青森県道1号八戸階上線と東日本旅客鉄道（JR東日本）八戸線を立体交差して越える。その後、白銀三丁目（八戸市立白銀小学校付近）で西に直角に曲がり八戸市道白銀沼館環状線柳橋通り・国道45号八戸バイパスと交差して新井田西三丁目付近で新井田川を横断し、田向字毘沙門前（八戸市立市民病院付近）を経て中居林字道合の青森県道・岩手県道11号八戸大野線と交差する。図南大橋・国道340号二ツ家交差点・白山台大橋を通り八戸自動車道八戸ICと接続し、田面木字馬場頭で国道104号と交差したところで途切れる。
さらに、市川町字和野前山地内（八戸自動車道八戸北IC北方）の国道45号八戸バイパスから分岐して青森県道8号八戸野辺地線と交差し、市川町字長七谷地の起点（桔梗野工業団地西方）で青森県道19号八戸百石線に接続する。

### 路線データ
- 起点：八戸市大字市川町[5]
- 終点：八戸市大字白銀町[5]

## 歴史
- 1983年（昭和58年）1月11日 - 県道に認定される[5]。
- 1993年（平成5年）5月11日 - 建設省により県道八戸環状線が主要地方道八戸環状線に再指定される[6]。
- 1994年（平成6年）3月25日 - 青森県が整理番号を29に変更。

## 路線状況

### 三環状線
当線の内側に市道環状線である八戸市道白銀沼館環状線が存在し、当線の外側に国道環状線である八戸久慈自動車道および八戸自動車道が存在する。三環状線における県道環状線の全線開通は未定となっている。
未開通区間では、尻内工区 (1.35 km) と天久岱工区 (2.5 km) が事業中で、未着手区間は市川町2期工区 (1.03 km) のみとなる。
平成29年度の八戸市の青森県に対する重点要望事項によると平成29年度中に天久岱工区の北地区Ⅰ期の1kmを開通させる方針、尻内工区の橋梁下部工を着手する方針であり、それから少し遅れた平成30年9月に天久岱工区の1期北地区工区1 kmが開通した。

### 重複区間
- 青森県道251号妙売市線（八戸市田向）
- 国道454号（八戸市尻内、八戸市長苗代）

## 地理

### 交差する道路
- 青森県道19号八戸百石線（八戸市大字市川町、起点）
- 青森県道8号八戸野辺地線（八戸市大字市川町）
- 国道45号八戸バイパス（八戸北IC北側交差点）
- 未供用区間
- 国道104号（八戸市田面木）
- 八戸自動車道（八戸IC）
- 国道340号（八戸市糠塚大開）
- 青森県道11号八戸大野線（八戸市中居林道合）
- 青森県道251号妙売市線（八戸市田向）
- 青森県道139号差波新井田線（八戸市新井田）
- 国道45号八戸バイパス（八戸市新井田、四本松交差点）
- 青森県道1号八戸階上線（八戸市白銀、マルヨ水産側からのみ接続）

### 沿線の施設など
- マルヨ水産
- 東日本旅客鉄道（JR東日本）八戸線 白銀駅
- 八戸市立白銀小学校
- 岩渕病院
- 八戸東消防署
- 八戸学院光星高等学校
  - 八戸学院幼稚園
- 新井田風の道トンネル
- 新井田インドアリンク
- 対泉院
- 八戸市立市民病院
- イオン八戸田向ショッピングセンター
- 南部バス八戸営業所
- 八戸ニュータウン
  - 青森厚生年金休暇センター（ウェルサンピア八戸→グランドサンピア八戸）
  - 八戸流通センター
- 青南病院
- 青森県立八戸工科学院
- 桔梗野工業団地
  - 国土交通省八戸自動車検査登録事務所
- 三菱製紙八戸工場